# Žitište
Žitište (serbisch-kyrillisch Житиште; ungarisch: Bégaszentgyörgy; deutsch: Sankt Georgen an der Bega; rumänisch: Jitiște) ist eine Stadt in der Vojvodina, Serbien. Die Stadt hat, laut Volkszählung im Jahr 2002, 3242, die Opština Žitište knapp 20.400 Einwohner und liegt im Okrug Srednji Banat.

## Geschichte
Der Ort Žitište ist eine der ältesten Siedlungen der Gemeinde, dessen Name sich vom serbischen Wort Weizen (Жито/Žito) ableiten lässt. Der Name der Stadt wechselte in der Vergangenheit mehrere Male. Der um 1390 ältesten datierten Erwähnung als Begej Svetog Đurđa folgten zur Zeit der Donaumonarchie die Namen der ungarischen Familie Szentgyörgyi, dessen Ableitung ins serbische Šenđurađ und Senđurađ die Stadt bis ins Jahr 1947 trug, bis es in Žitište umbenannt wurde.
Während der Türkenkriege wurde die Stadt vollständig aufgegeben und um 1723 von Kartografen als unbesiedeltes Gebiet festgehalten, während nur ein Jahr später serbische und rumänische Siedler erwähnt werden.

## Demografie
In der Stadt leben 2585 volljährige Einwohner, deren Durchschnittsalter bei 38,9 Jahren liegt (40,4 bei den weiblichen Einwohnern und 37,4 bei den männlichen). In den 1084 Haushalten leben durchschnittlich 2,99 Personen. Statistiken aus dem Jahr 2002 weisen eine serbische Mehrheit und eine steigende Einwohnerzahl auf.

## Söhne und Töchter der Stadt
Radomir Antić (1948–2020), Fußballtrainer

## Galerie

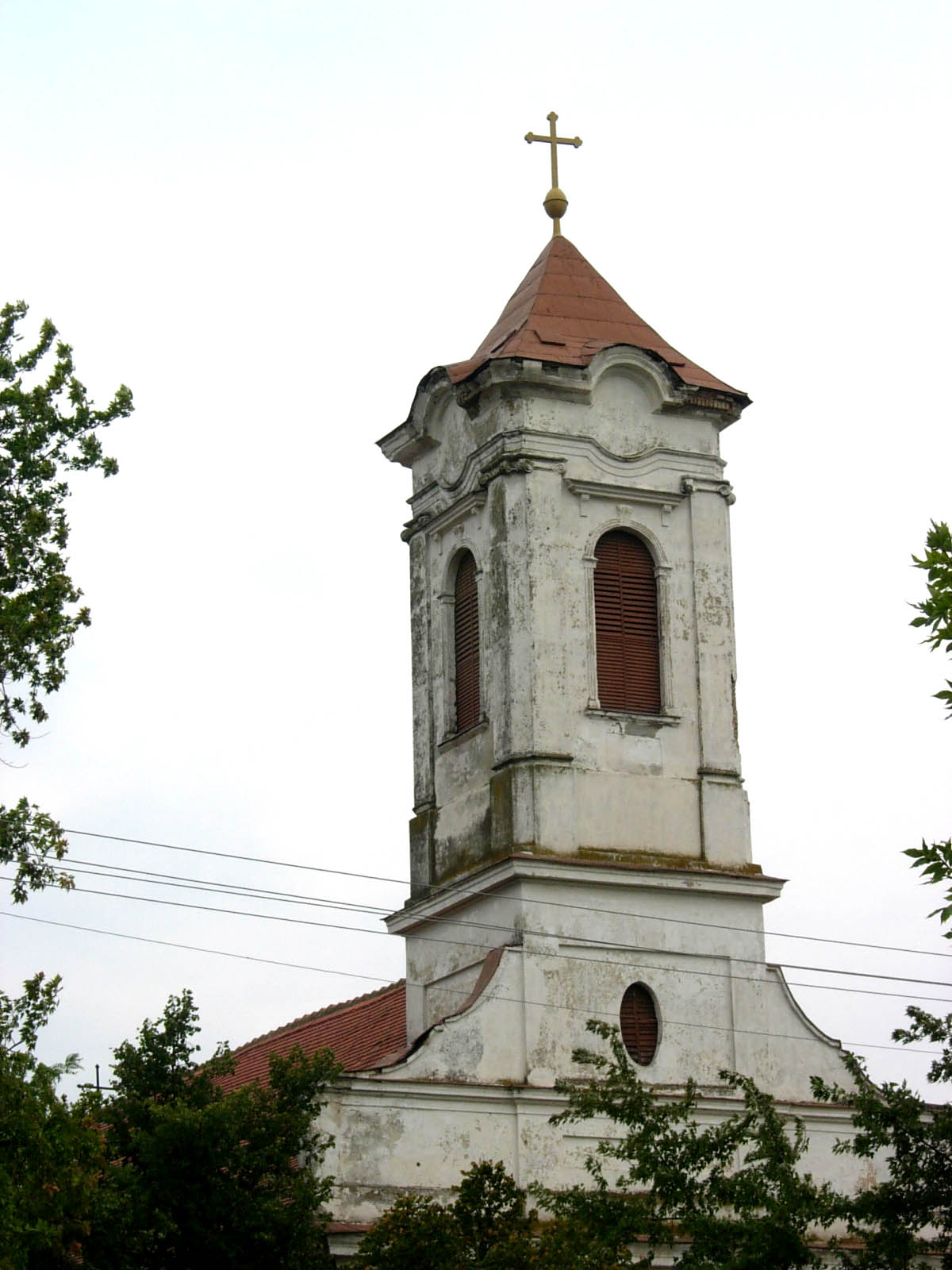
Serbisch-orthodoxe Kirche St. Georg (2006)
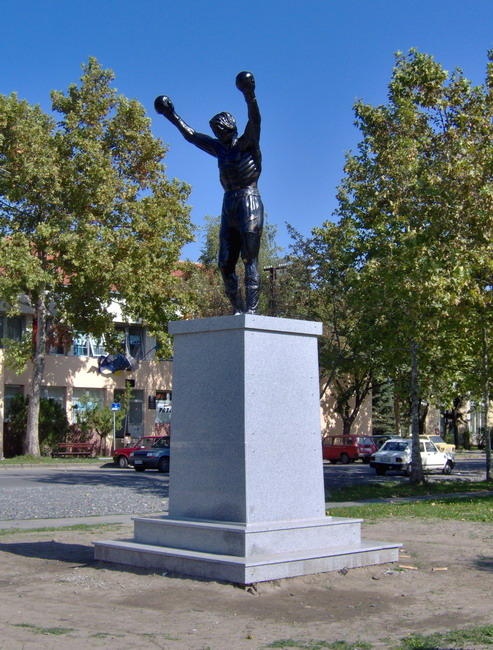
Statue des fiktionalen Boxers Rocky Balboa